# Gerfried Fischer
Gerfried Fischer (* 5. Juli 1940 in Hildesheim) ist ein deutscher Rechtswissenschaftler und Hochschullehrer.

## Leben
Fischer studierte nach absolviertem Abitur und Wehrdienst Rechtswissenschaften in Tübingen, Lausanne, Berlin und Göttingen und schloss sein Studium 1964 mit dem ersten juristischen Staatsexamen ab. In Tübingen wurde er im Wintersemester 1960/61 Mitglied der Burschenschaft Derendingia. Nach dem weiteren Studium an der University of California, Berkeley, das er 1966 mit dem Master of Laws (LL.M) abschloss, beendete er 1969 sein Referendariat mit dem Assessorexamen. Zunächst war er Wissenschaftlicher Assistent, dann Akademischer Rat und Oberrat an der Universität Göttingen; 1973 wurde Fischer mit der Arbeit Die Blanketterklärung – eine typologische Untersuchung zum Dr. iur. promoviert. Seine Habilitation erfolgte 1987 mit der Arbeit Verkehrsschutz im Internationalen Vertragsrecht, ebenfalls an der Universität Göttingen. Dort war er anschließend als Privatdozent tätig.
Nachdem Fischer an der Universität Halle ab 1991 zunächst als Lehrbeauftragter, dann als Lehrstuhlvertreter gelehrt hatte, wurde er Ende 1991 auf den Lehrstuhl für Bürgerliches Recht, Internationales Privatrecht und Rechtsvergleichung, der später um das Gebiet Arztrecht erweitert wurde, berufen. Ab 2001 folgte dann außerdem ein Engagement am Interdisziplinären Wissenschaftlichen Zentrum Medizin-Ethik-Recht in Halle, später gehörte er dem Direktorium der Einrichtung an. 2005 erfolgte die Emeritierung, wobei er noch bis in die 2010er-Jahre in der Lehre tätig war.

## Forschungsschwerpunkte
Fischer beschäftigt sich mit dem Bürgerlichen Recht, insbesondere mit dem Arztrecht.

## Publikationen (Auswahl)
Monographien
- Die Blanketterklärung: eine typologogische Untersuchung. Schwartz, Göttingen 1975, ISBN 3-509-00816-2.
- Medizinische Versuche am Menschen: Zulässigkeitsvoraussetzungen und Rechtsfolgen. Schwartz, Göttingen 1979, ISBN 3-509-01129-5.
- Verkehrsschutz im internationalen Vertragsrecht. Heymann, Köln/Berlin/Bonn/München 1990, ISBN 3-452-21299-8.
- mit Hans Lilie: Ärztliche Verantwortung im europäischen Rechtsvergleich. Heymann, Köln/Berlin/Bonn/München 1999, ISBN 3-452-24230-7.
- Medizinische Versuche am Menschen (= Medizin – Ethik – Recht, Band 1). MER, Halle (Saale) 2006, ISBN 3-86010-829-8.

Festschrift
- Jurisprudenz zwischen Medizin und Kultur. Festschrift zum 70. Geburtstag von Gerfried Fischer. Lang, Frankfurt am Main 2010, ISBN 978-3-631-60973-6.